# Chiesa di San Zenone (Lugagnano Val d'Arda)
La chiesa di San Zenone è la parrocchiale di Lugagnano Val d'Arda, in provincia di Piacenza e diocesi di Piacenza-Bobbio; fa parte del vicariato della Val d'Arda.

## Storia
Il primitivo luogo di culto di Lugagnano esisteva già nel Duecento e dipendeva dalla pieve di Santa Maria di Castell'Arquato.
Durante il XV secolo l'edificio subì delle modifiche e presumibilmente in quel periodo venne dotato degli archi a sesto acuto citati in una relazione settecentesca; nel Cinquecento la struttura venne nuovamente rimaneggiata.
Nel 1775 il vescovo di Piacenza Alessandro Pisani, durante la sua visita, si fece promotore del rifacimento della chiesa. I lavori, iniziati l'anno seguente e poi ultimati nel 1793, comportarono, tra l'altro, la rotazione della pianta di 180 gradi e la costruzione delle nuove volte; l'erezione della nuova facciata risale invece al biennio 1861-62.
La posa della prima pietra del nuovo campanile avvenne nel 1939; l'opera fu portata a compimento nel 1962 con la realizzazione della cupola.
Negli anni settanta la parrocchiale venne adeguata alle usanze postconciliari mediante l'aggiunta di due amboni e dell'altare rivolto verso l'assemblea.
Nel 2010 si procedette al restauro dell'antica torre campanaria e al rifacimento del tetto della canonica.

## Descrizione

### Esterno
La simmetrica facciata a capanna della chiesa, rivolta a oriente, presenta al centro il portale d'ingresso timpanato e il rosone, mentre ai lati vi sono due nicchie a tutto sesto e altrettante specchiature; il prospetto è inoltre scandito da quattro lesene tuscaniche sorreggenti il fregio, recante la scritta "Divo Zenoni sacrum", e il frontone di forma triangolare.
Accanto alla parrocchiale si erge sull'alto basamento il campanile a base quadrata, la cui cella presenta su ogni lato una monofora, affiancata da lesene, ed è coronata dalla cupoletta poggiante sul tamburo ottagonale.
Annessa alla chiesa è l'antica tozza torre campanaria, che presenta quattro monofore all'altezza della cella.

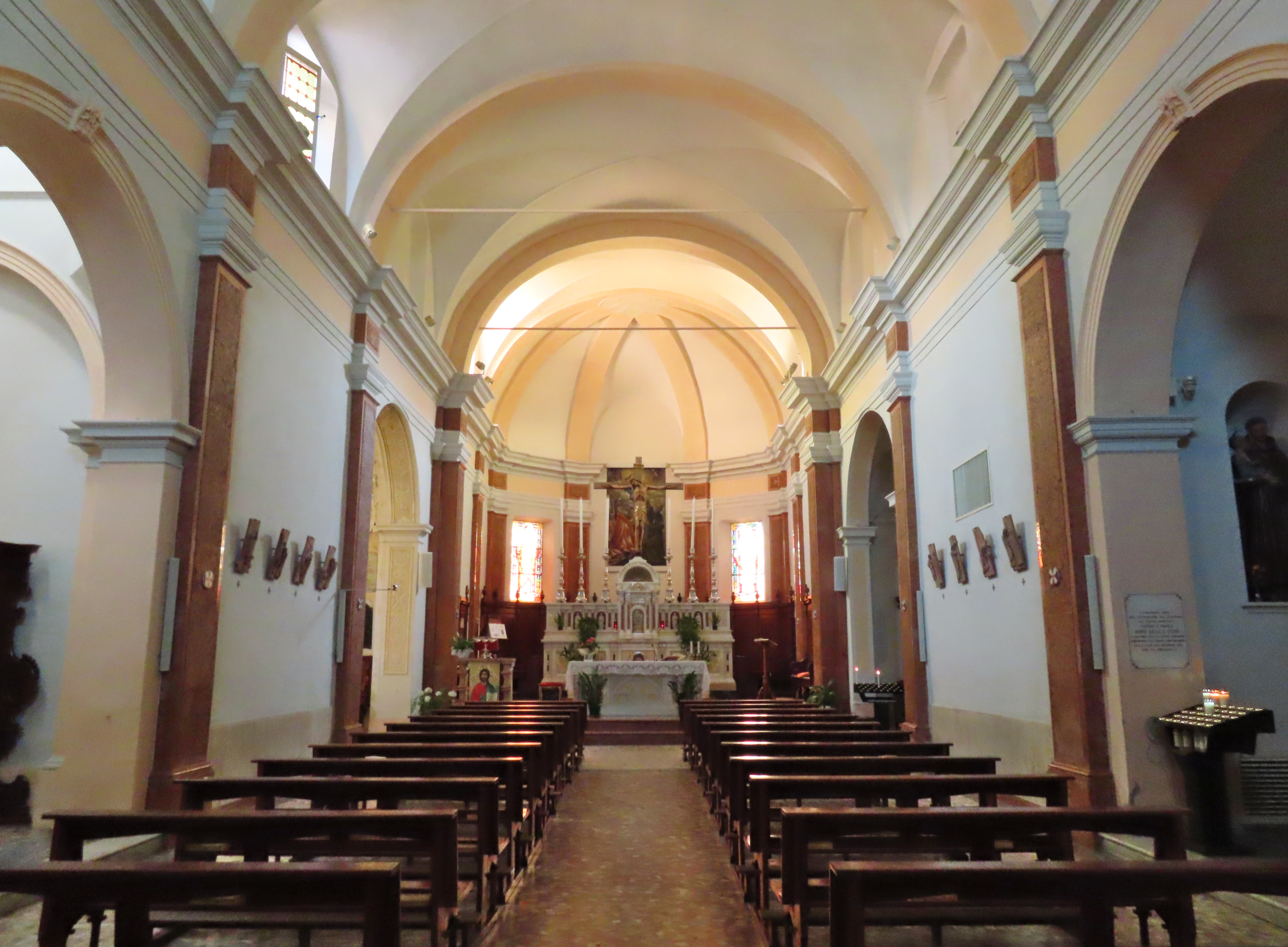
L'interno

### Interno
L'interno dell'edificio, suddiviso in quattro campate, si compone di un'unica navata, sulla quale si affacciano le cappelle laterali, introdotte da archi a tutto sesto, e le cui pareti sono scandite da lesene, rivestite in marmo rosso di Verona e sorreggenti dei capitelli d'ordine dorico sopra i quali corre la trabeazione su cui si impostano le volte a crociera; al termine dell'aula si sviluppa il presbiterio, rialzato di due gradini e chiuso dall'abside di forma semicircolare, la cui coperta è costituita da volte a vela.